# Hendrik van Bourbon-Parma (1851-1905)

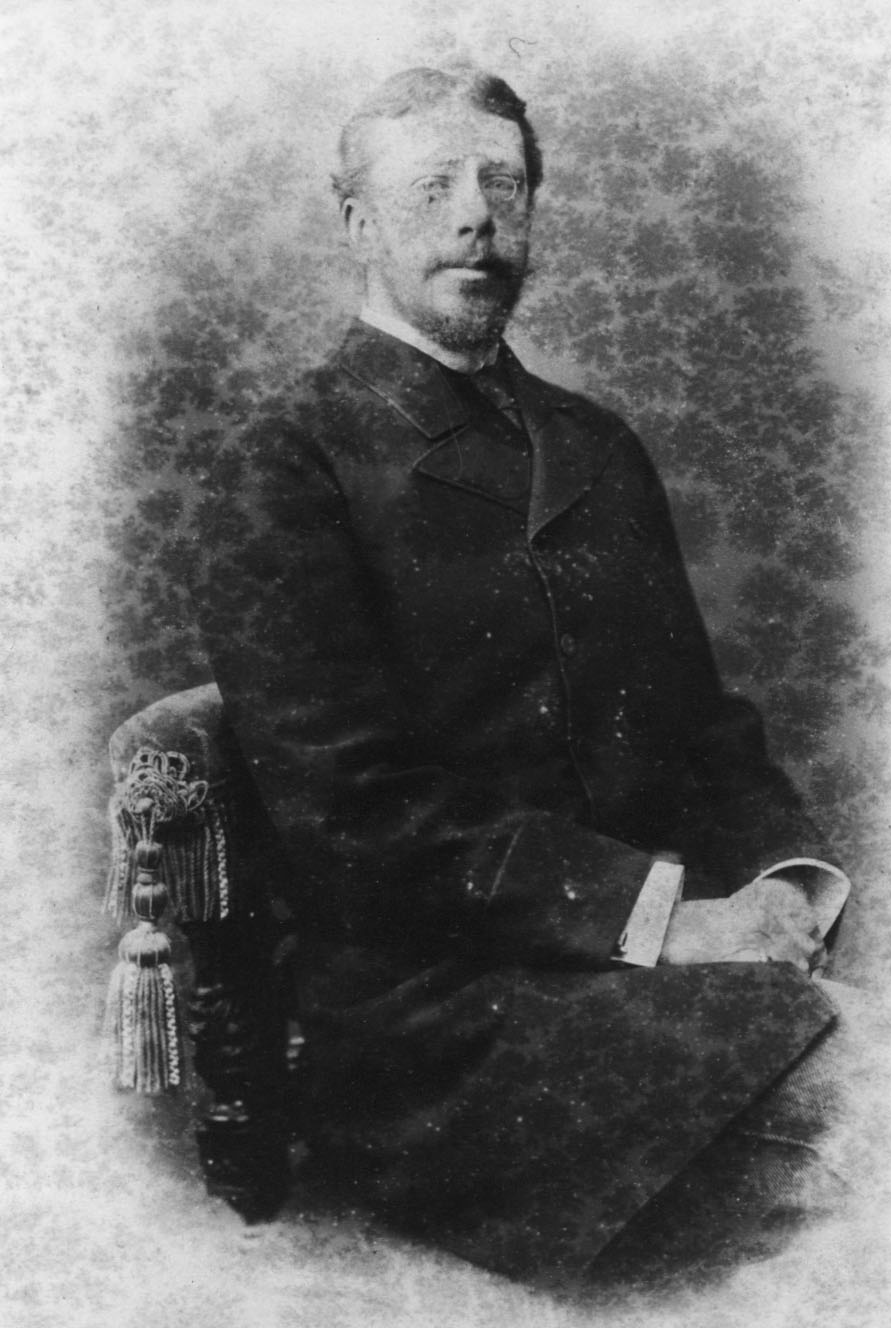
Hendrik van Bourbon-Parma.

Hendrik van Bourbon-Parma (Parma, 12 februari 1851 - Menton, 14 april 1905) was prins van Bourbon-Parma.

## Levensloop
Hendrik van Bourbon-Parma was de tweede en jongste zoon van hertog Karel III van Parma uit diens huwelijk met Louise Maria van Frankrijk, dochter van hertog Karel Ferdinand van Berry. Hendrik was tevens de achterkleinzoon van koning Karel X van Frankrijk en een neef van Hendrik van Chambord, de legitimistische troonpretendent van Frankrijk. Bij zijn geboorte kreeg Hendrik van Bourbon-Parma de titel van graaf van Bardi.
Op 25 november 1873 huwde hij in Cannes met Maria Louise van Bourbon-Sicilië (1855-1874), dochter van koning Ferdinand II der Beide Siciliën. Ze hadden geen kinderen, Maria Louise stierf namelijk drie maanden na het huwelijk. Op 15 oktober 1876 hertrouwde hij in Salzburg met Adelgunde van Bragança (1858-1946), dochter van de afgezette koning Michaël I van Portugal. Het huwelijk bleef kinderloos; Adelheid werd wel negen keer zwanger, maar elke zwangerschap eindigde in een miskraam.
Hendrik en Adelgunde waren eigenaars van het Palazzo Vendramin-Calergi aan het Canal Grande in Venetië. Begin september 1882 ontvingen ze er de familie van de beroemde Duitse componist Richard Wagner, die in februari 1883 in het paleis stierf.
Hendrik van Bourbon-Parma overleed in april 1905 in Menton.

## Kwartierstaat
| Lodewijk I van Etrurië (1773-1803) | Lodewijk I van Etrurië (1773-1803) | Lodewijk I van Etrurië (1773-1803) | Lodewijk I van Etrurië (1773-1803) | Lodewijk I van Etrurië (1773-1803)     | Lodewijk I van Etrurië (1773-1803)     | Maria Louisa van Bourbon (1782−1824)   | Maria Louisa van Bourbon (1782−1824)   | Maria Louisa van Bourbon (1782−1824)   | Maria Louisa van Bourbon (1782−1824)   | Maria Louisa van Bourbon (1782−1824)    | Maria Louisa van Bourbon (1782−1824)    |                                          |                                          | Victor Emanuel I van Sardinië (1759-1824) | Victor Emanuel I van Sardinië (1759-1824) | Victor Emanuel I van Sardinië (1759-1824) | Victor Emanuel I van Sardinië (1759-1824) | Victor Emanuel I van Sardinië (1759-1824) | Victor Emanuel I van Sardinië (1759-1824) | Maria Theresia van Oostenrijk-Este (1773-1832) | Maria Theresia van Oostenrijk-Este (1773-1832) | Maria Theresia van Oostenrijk-Este (1773-1832) | Maria Theresia van Oostenrijk-Este (1773-1832) | Maria Theresia van Oostenrijk-Este (1773-1832) | Maria Theresia van Oostenrijk-Este (1773-1832) |  |  | Karel X van Frankrijk (1757-1836)   | Karel X van Frankrijk (1757-1836)   | Karel X van Frankrijk (1757-1836)   | Karel X van Frankrijk (1757-1836)   | Karel X van Frankrijk (1757-1836)     | Karel X van Frankrijk (1757-1836)     | Maria Theresia van Savoye (1756−1805) | Maria Theresia van Savoye (1756−1805) | Maria Theresia van Savoye (1756−1805) | Maria Theresia van Savoye (1756−1805) | Maria Theresia van Savoye (1756−1805)  | Maria Theresia van Savoye (1756−1805)  |                                        |                                        | Frans I der Beide Siciliën (1777-1830) | Frans I der Beide Siciliën (1777-1830) | Frans I der Beide Siciliën (1777-1830)         | Frans I der Beide Siciliën (1777-1830)         | Frans I der Beide Siciliën (1777-1830)         | Frans I der Beide Siciliën (1777-1830)         | Maria Clementine van Oostenrijk (1777-1801)    | Maria Clementine van Oostenrijk (1777-1801)    | Maria Clementine van Oostenrijk (1777-1801) | Maria Clementine van Oostenrijk (1777-1801) | Maria Clementine van Oostenrijk (1777-1801) | Maria Clementine van Oostenrijk (1777-1801) |  |  |  |  |  |  |  |  |  |  |  |  |  |  |  |  |  |  |  |  |  |  |  |  |  |  |  |  |  |  |  |  |  |  |  |  |  |  |  |  |  |  |  |  |  |  |  |  |
| Lodewijk I van Etrurië (1773-1803) | Lodewijk I van Etrurië (1773-1803) | Lodewijk I van Etrurië (1773-1803) | Lodewijk I van Etrurië (1773-1803) | Lodewijk I van Etrurië (1773-1803)     | Lodewijk I van Etrurië (1773-1803)     | Maria Louisa van Bourbon (1782−1824)   | Maria Louisa van Bourbon (1782−1824)   | Maria Louisa van Bourbon (1782−1824)   | Maria Louisa van Bourbon (1782−1824)   | Maria Louisa van Bourbon (1782−1824)    | Maria Louisa van Bourbon (1782−1824)    |                                          |                                          | Victor Emanuel I van Sardinië (1759-1824) | Victor Emanuel I van Sardinië (1759-1824) | Victor Emanuel I van Sardinië (1759-1824) | Victor Emanuel I van Sardinië (1759-1824) | Victor Emanuel I van Sardinië (1759-1824) | Victor Emanuel I van Sardinië (1759-1824) | Maria Theresia van Oostenrijk-Este (1773-1832) | Maria Theresia van Oostenrijk-Este (1773-1832) | Maria Theresia van Oostenrijk-Este (1773-1832) | Maria Theresia van Oostenrijk-Este (1773-1832) | Maria Theresia van Oostenrijk-Este (1773-1832) | Maria Theresia van Oostenrijk-Este (1773-1832) |  |  | Karel X van Frankrijk (1757-1836)   | Karel X van Frankrijk (1757-1836)   | Karel X van Frankrijk (1757-1836)   | Karel X van Frankrijk (1757-1836)   | Karel X van Frankrijk (1757-1836)     | Karel X van Frankrijk (1757-1836)     | Maria Theresia van Savoye (1756−1805) | Maria Theresia van Savoye (1756−1805) | Maria Theresia van Savoye (1756−1805) | Maria Theresia van Savoye (1756−1805) | Maria Theresia van Savoye (1756−1805)  | Maria Theresia van Savoye (1756−1805)  |                                        |                                        | Frans I der Beide Siciliën (1777-1830) | Frans I der Beide Siciliën (1777-1830) | Frans I der Beide Siciliën (1777-1830)         | Frans I der Beide Siciliën (1777-1830)         | Frans I der Beide Siciliën (1777-1830)         | Frans I der Beide Siciliën (1777-1830)         | Maria Clementine van Oostenrijk (1777-1801)    | Maria Clementine van Oostenrijk (1777-1801)    | Maria Clementine van Oostenrijk (1777-1801) | Maria Clementine van Oostenrijk (1777-1801) | Maria Clementine van Oostenrijk (1777-1801) | Maria Clementine van Oostenrijk (1777-1801) |  |  |  |  |  |  |  |  |  |  |  |  |  |  |  |  |  |  |  |  |  |  |  |  |  |  |  |  |  |  |  |  |  |  |  |  |  |  |  |  |  |  |  |  |  |  |  |  |
|                                    |                                    |                                    |                                    |                                        |                                        |                                        |                                        |                                        |                                        |                                         |                                         |                                          |                                          |                                           |                                           |                                           |                                           |                                           |                                           |                                                |                                                |                                                |                                                |                                                |                                                |  |  |                                     |                                     |                                     |                                     |                                       |                                       |                                       |                                       |                                       |                                       |                                        |                                        |                                        |                                        |                                        |                                        |                                                |                                                |                                                |                                                |                                                |                                                |                                             |                                             |                                             |                                             |  |  |  |  |  |  |  |  |  |  |  |  |  |  |  |  |  |  |  |  |  |  |  |  |  |  |  |  |  |  |  |  |  |  |  |  |  |  |  |  |  |  |  |  |  |  |  |  |
|                                    |                                    |                                    |                                    | Karel II van Bourbon-Parma (1799-1883) | Karel II van Bourbon-Parma (1799-1883) | Karel II van Bourbon-Parma (1799-1883) | Karel II van Bourbon-Parma (1799-1883) | Karel II van Bourbon-Parma (1799-1883) | Karel II van Bourbon-Parma (1799-1883) |                                         |                                         |                                          |                                          |                                           |                                           | Maria Theresia van Sardinië (1803-1879)   | Maria Theresia van Sardinië (1803-1879)   | Maria Theresia van Sardinië (1803-1879)   | Maria Theresia van Sardinië (1803-1879)   | Maria Theresia van Sardinië (1803-1879)        | Maria Theresia van Sardinië (1803-1879)        |                                                |                                                |                                                |                                                |  |  |                                     |                                     |                                     |                                     | Karel Ferdinand van Berry (1778−1820) | Karel Ferdinand van Berry (1778−1820) | Karel Ferdinand van Berry (1778−1820) | Karel Ferdinand van Berry (1778−1820) | Karel Ferdinand van Berry (1778−1820) | Karel Ferdinand van Berry (1778−1820) |                                        |                                        |                                        |                                        |                                        |                                        | Maria Carolina van Bourbon-Sicilië (1798−1870) | Maria Carolina van Bourbon-Sicilië (1798−1870) | Maria Carolina van Bourbon-Sicilië (1798−1870) | Maria Carolina van Bourbon-Sicilië (1798−1870) | Maria Carolina van Bourbon-Sicilië (1798−1870) | Maria Carolina van Bourbon-Sicilië (1798−1870) |                                             |                                             |                                             |                                             |  |  |  |  |  |  |  |  |  |  |  |  |  |  |  |  |  |  |  |  |  |  |  |  |  |  |  |  |  |  |  |  |  |  |  |  |  |  |  |  |  |  |  |  |  |  |  |  |
|                                    |                                    |                                    |                                    | Karel II van Bourbon-Parma (1799-1883) | Karel II van Bourbon-Parma (1799-1883) | Karel II van Bourbon-Parma (1799-1883) | Karel II van Bourbon-Parma (1799-1883) | Karel II van Bourbon-Parma (1799-1883) | Karel II van Bourbon-Parma (1799-1883) |                                         |                                         |                                          |                                          |                                           |                                           | Maria Theresia van Sardinië (1803-1879)   | Maria Theresia van Sardinië (1803-1879)   | Maria Theresia van Sardinië (1803-1879)   | Maria Theresia van Sardinië (1803-1879)   | Maria Theresia van Sardinië (1803-1879)        | Maria Theresia van Sardinië (1803-1879)        |                                                |                                                |                                                |                                                |  |  |                                     |                                     |                                     |                                     | Karel Ferdinand van Berry (1778−1820) | Karel Ferdinand van Berry (1778−1820) | Karel Ferdinand van Berry (1778−1820) | Karel Ferdinand van Berry (1778−1820) | Karel Ferdinand van Berry (1778−1820) | Karel Ferdinand van Berry (1778−1820) |                                        |                                        |                                        |                                        |                                        |                                        | Maria Carolina van Bourbon-Sicilië (1798−1870) | Maria Carolina van Bourbon-Sicilië (1798−1870) | Maria Carolina van Bourbon-Sicilië (1798−1870) | Maria Carolina van Bourbon-Sicilië (1798−1870) | Maria Carolina van Bourbon-Sicilië (1798−1870) | Maria Carolina van Bourbon-Sicilië (1798−1870) |                                             |                                             |                                             |                                             |  |  |  |  |  |  |  |  |  |  |  |  |  |  |  |  |  |  |  |  |  |  |  |  |  |  |  |  |  |  |  |  |  |  |  |  |  |  |  |  |  |  |  |  |  |  |  |  |
|                                    |                                    |                                    |                                    |                                        |                                        |                                        |                                        |                                        |                                        | Karel III van Bourbon-Parma (1823-1854) | Karel III van Bourbon-Parma (1823-1854) | Karel III van Bourbon-Parma (1823-1854)  | Karel III van Bourbon-Parma (1823-1854)  | Karel III van Bourbon-Parma (1823-1854)   | Karel III van Bourbon-Parma (1823-1854)   |                                           |                                           |                                           |                                           |                                                |                                                |                                                |                                                |                                                |                                                |  |  |                                     |                                     |                                     |                                     |                                       |                                       |                                       |                                       |                                       |                                       | Louise Maria van Frankrijk (1819-1864) | Louise Maria van Frankrijk (1819-1864) | Louise Maria van Frankrijk (1819-1864) | Louise Maria van Frankrijk (1819-1864) | Louise Maria van Frankrijk (1819-1864) | Louise Maria van Frankrijk (1819-1864) |                                                |                                                |                                                |                                                |                                                |                                                |                                             |                                             |                                             |                                             |  |  |  |  |  |  |  |  |  |  |  |  |  |  |  |  |  |  |  |  |  |  |  |  |  |  |  |  |  |  |  |  |  |  |  |  |  |  |  |  |  |  |  |  |  |  |  |  |
|                                    |                                    |                                    |                                    |                                        |                                        |                                        |                                        |                                        |                                        | Karel III van Bourbon-Parma (1823-1854) | Karel III van Bourbon-Parma (1823-1854) | Karel III van Bourbon-Parma (1823-1854)  | Karel III van Bourbon-Parma (1823-1854)  | Karel III van Bourbon-Parma (1823-1854)   | Karel III van Bourbon-Parma (1823-1854)   |                                           |                                           |                                           |                                           |                                                |                                                |                                                |                                                |                                                |                                                |  |  |                                     |                                     |                                     |                                     |                                       |                                       |                                       |                                       |                                       |                                       | Louise Maria van Frankrijk (1819-1864) | Louise Maria van Frankrijk (1819-1864) | Louise Maria van Frankrijk (1819-1864) | Louise Maria van Frankrijk (1819-1864) | Louise Maria van Frankrijk (1819-1864) | Louise Maria van Frankrijk (1819-1864) |                                                |                                                |                                                |                                                |                                                |                                                |                                             |                                             |                                             |                                             |  |  |  |  |  |  |  |  |  |  |  |  |  |  |  |  |  |  |  |  |  |  |  |  |  |  |  |  |  |  |  |  |  |  |  |  |  |  |  |  |  |  |  |  |  |  |  |  |
|                                    |                                    |                                    |                                    |                                        |                                        |                                        |                                        |                                        |                                        |                                         |                                         |                                          |                                          |                                           |                                           |                                           |                                           |                                           |                                           |                                                |                                                |                                                |                                                |                                                |                                                |  |  |                                     |                                     |                                     |                                     |                                       |                                       |                                       |                                       |                                       |                                       |                                        |                                        |                                        |                                        |                                        |                                        |                                                |                                                |                                                |                                                |                                                |                                                |                                             |                                             |                                             |                                             |  |  |  |  |  |  |  |  |  |  |  |  |  |  |  |  |  |  |  |  |  |  |  |  |  |  |  |  |  |  |  |  |  |  |  |  |  |  |  |  |  |  |  |  |  |  |  |  |
|                                    |                                    |                                    |                                    |                                        |                                        |                                        |                                        |                                        |                                        |                                         |                                         |                                          |                                          |                                           |                                           |                                           |                                           |                                           |                                           |                                                |                                                |                                                |                                                |                                                |                                                |  |  |                                     |                                     |                                     |                                     |                                       |                                       |                                       |                                       |                                       |                                       |                                        |                                        |                                        |                                        |                                        |                                        |                                                |                                                |                                                |                                                |                                                |                                                |                                             |                                             |                                             |                                             |  |  |  |  |  |  |  |  |  |  |  |  |  |  |  |  |  |  |  |  |  |  |  |  |  |  |  |  |  |  |  |  |  |  |  |  |  |  |  |  |  |  |  |  |  |  |  |  |
|                                    |                                    |                                    |                                    |                                        |                                        |                                        |                                        |                                        |                                        |                                         |                                         | Margaretha van Bourbon-Parma (1847-1893) | Margaretha van Bourbon-Parma (1847-1893) | Margaretha van Bourbon-Parma (1847-1893)  | Margaretha van Bourbon-Parma (1847-1893)  | Margaretha van Bourbon-Parma (1847-1893)  | Margaretha van Bourbon-Parma (1847-1893)  |                                           |                                           | Robert I van Bourbon-Parma (1848-1907)         | Robert I van Bourbon-Parma (1848-1907)         | Robert I van Bourbon-Parma (1848-1907)         | Robert I van Bourbon-Parma (1848-1907)         | Robert I van Bourbon-Parma (1848-1907)         | Robert I van Bourbon-Parma (1848-1907)         |  |  | Alice van Bourbon-Parma (1849-1935) | Alice van Bourbon-Parma (1849-1935) | Alice van Bourbon-Parma (1849-1935) | Alice van Bourbon-Parma (1849-1935) | Alice van Bourbon-Parma (1849-1935)   | Alice van Bourbon-Parma (1849-1935)   |                                       |                                       | Hendrik van Bourbon-Parma (1851-1905) | Hendrik van Bourbon-Parma (1851-1905) | Hendrik van Bourbon-Parma (1851-1905)  | Hendrik van Bourbon-Parma (1851-1905)  | Hendrik van Bourbon-Parma (1851-1905)  | Hendrik van Bourbon-Parma (1851-1905)  |                                        |                                        |                                                |                                                |                                                |                                                |                                                |                                                |                                             |                                             |                                             |                                             |  |  |  |  |  |  |  |  |  |  |  |  |  |  |  |  |  |  |  |  |  |  |  |  |  |  |  |  |  |  |  |  |  |  |  |  |  |  |  |  |  |  |  |  |  |  |  |  |

- Bibliothèque nationale de France: cb151304400 (data)
- International Standard Name Identifier: 0000 0001 1619 2009
- Library of Congress Control Number: nr2001013082
- Nederlandse Thesaurus van Auteursnamen: 296113220
- RKD-Nederlands Instituut voor Kunstgeschiedenis: 448510
- Système universitaire de documentation: 19345369X
- Virtual International Authority File: 35265416
- WorldCat: E39PBJhRCDxGWHR7kvwH4k8wG3